# Cilunculus frontosus
Cilunculus frontosus is een zeespin uit de familie Ammotheidae. De soort behoort tot het geslacht Cilunculus. Cilunculus frontosus werd in 1908 voor het eerst wetenschappelijk beschreven door Loman. 